# Großostheim
Großostheim település Németországban, azon belül Bajorországban. Lakosainak száma 16 388 fő (2023. december 31.). Großostheim Stockstadt am Main, Aschaffenburg, Niedernberg, Mömlingen, Schaafheim és Babenhausen községekkel határos.

## Népesség
A település népessége az elmúlt években az alábbi módon változott:
| Lakosok száma | 2498 | 5866 | 8885 | 13 514 | 16 315 | 16 401 | 16 352 | 16 372 | 16 278 | 16 388 |
|               | 1875 | 1950 | 1975 | 1987   | 2012   | 2014   | 2016   | 2017   | 2021   | 2023   |